# Marquesado de Paul

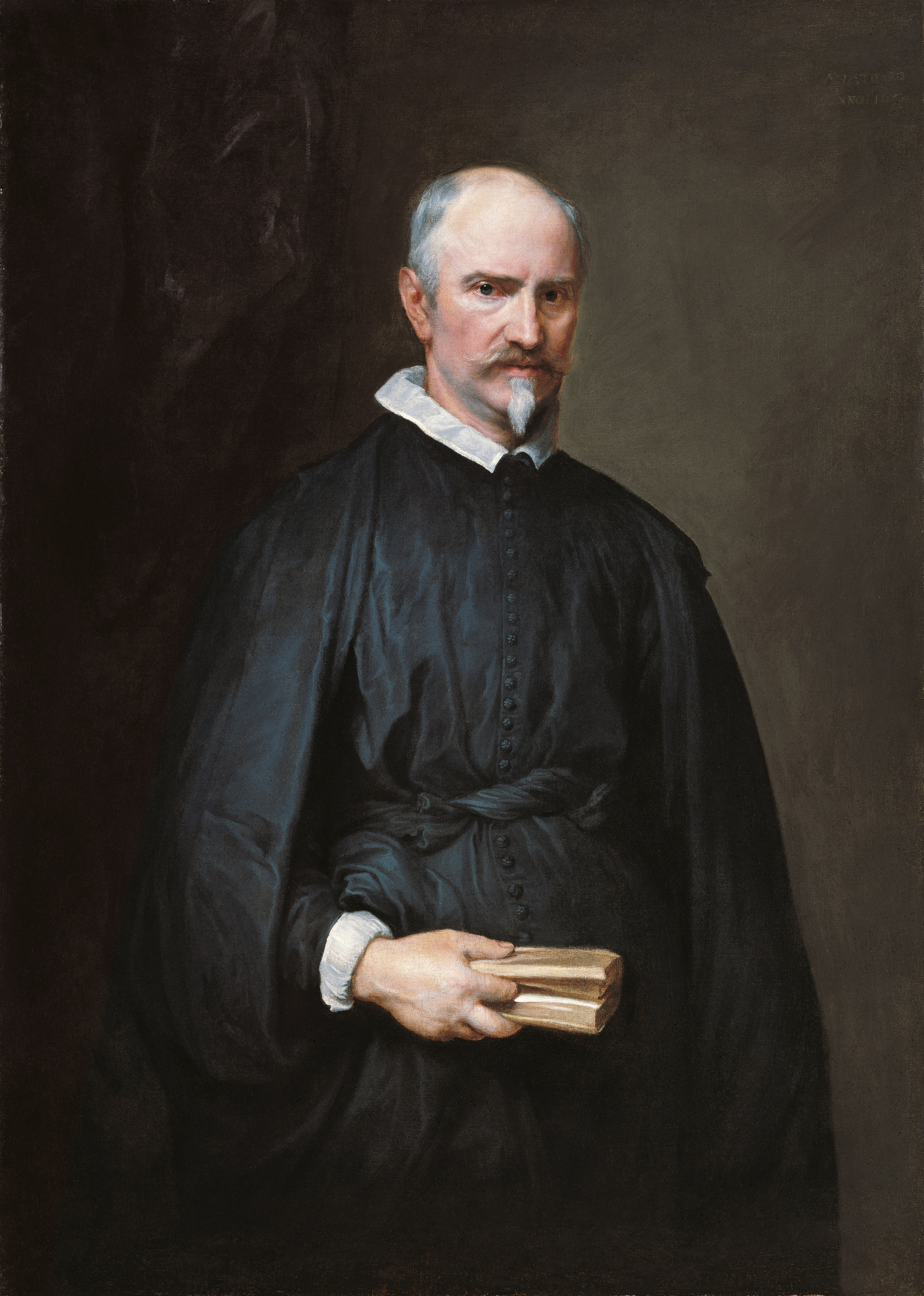
Retrato de Antonio de Tassis realizado por Anthony van Dyck.

El Marquesado de Paul (o Marquesado de Paullo) es un título nobiliario español creado por el Rey Felipe III por Real Cédula dada en Madrid el 29 de enero de 1619 en favor de Antonio de Tassis quien fuera Consejero del Virrey del Reino de Nápoles y Correo Mayor en la corte de Roma a título perpetuo para él y sus descendientes por orden del Rey Felipe III dada en El Pardo, a 20 de noviembre de 1617, a quien sirviera en el ejército español y heroicamente en la guerra de Flandes.
Su nombre se refiere a la Ciudad de Paullo, situada a 16 km al sureste de Milán en la región de Lombardía.

## Lista de titulares
|                         | Titular                                                       | Periodo                 |  |
| Creación por Felipe III | Creación por Felipe III                                       | Creación por Felipe III |  |
| ----------------------- | ------------------------------------------------------------- | ----------------------- |  |
| I                       | Antonio de Tassis                                             | 1533-1619               |  |
| II                      | Simon II de Tassis                                            | 1582-1644               |  |
| III                     | Antonio II de Tassis                                          | 1623-1672               |  |
| IV                      | Michele I de Tassis, Príncipe de Tassis                       | ¿?-1711                 |  |
| V                       | Giussepe de la Torre y Tasso, Príncipe de Thurn & Taxis       | 1694-1770               |  |
| VI                      | Michele II de la Torre y Tasso, Príncipe de la Torre y Tassis | 1722-1789               |  |
| VII                     | Antonio III Thurn & Taxis                                     | 1751-1797               |  |
| VIII                    | Carlos Gutiérrez-Maturana-Larios y Pries                      | 1951-2004               |  |
| IX                      | Carlos Gutiérrez-Maturana-Larios Altuna                       | 2004- actual titular    |  |